# Mary Ludwig Hays
Mary Ludwig Hays, född 1754, död 1832, var en amerikansk soldatfru. Hon är känd för sin militära tjänstgöring under amerikanska frihetskriget. Hon deltog i Slaget vid Monmouth 1777, då hon övertog sin falna makens position på slagfältet. 
Hon föreslås ha varit en möjlig förebild för den legendariska hjältinnan Molly Pitcher. 